# Фридрих Мекленбургский, принц Грабовский
Фридрих Мекленбургский (нем. Friedrich zu Mecklenburg-Schwerin, также принц Грабовский; 13 февраля 1638, Шверин — 28 апреля 1688, Грабов) — принц Мекленбурга с апанажем в Грабове. 

## Биография
Фридрих — десятый ребёнок герцога Адольфа Фридриха I (1588—1658) от его второй супруги Марии Екатерины (1616—1665), дочери герцога Юлия Эрнста Брауншвейг-Данненбергского (1571—1636).
Поздний ребёнок, Фридрих сам никогда не правил и оставался принцем. В результате смерти его бездетного брата Кристиана Людвига I три сына Фридриха один за другим правили Мекленбург-Шверином. В 1667 году Фридрих стал каноником монастырской церкви в Страсбурге и с 1669 года его резиденцией стал Грабов. Первоначально Фридрих был похоронен в склепе грабовского замка, но после пожара в грабовском замке 3 июня 1725 года был перезахоронен в церкви Святого Николая в Шверине.
28 мая 1671 года Фридрих сочетался браком с Кристиной Вильгельминой Гессен-Гомбургской (1653—1722), дочерью Вильгельма Кристофа Гессен-Гомбургского (1625—1681). У них родились четверо детей:
- Фридрих Вильгельм (I) (1675—1713), герцог Мекленбурга, женат на Софии Шарлотте Гессен-Кассельской
- Карл Леопольд (1678—1747), герцог Мекленбург-Шверина, супруг Екатерины Иоанновны и отец Анны Леопольдовны
- Кристиан Людвиг II (1683—1756), герцог Мекленбург-Шверина, женат на Густаве Каролине Мекленбург-Стрелицкой
- София Луиза (1685—1735), замужем за королём Пруссии Фридрихом I